# Basilica di Nostra Signora di Guadalupe
La basilica di Nostra Signora di Guadalupe è un santuario cattolico situato sul monte Tepeyac a Città del Messico, nel territorio dell'arcidiocesi di Città del Messico, costruito per ricordare le apparizioni della Vergine di Guadalupe che avrebbe avuto Juan Diego Cuauhtlatoatzin.
È il principale luogo di culto cattolico del Messico e di tutta l'America Latina. È anche il santuario mariano più visitato al mondo, con circa 20 milioni di pellegrini all'anno, 9 dei quali nei giorni vicini al 12 dicembre, giorno in cui si festeggia la Vergine. Il complesso è formato da varie chiese ed edifici, tra i quali vi sono:

## Basilica di Santa Maria di Guadalupe

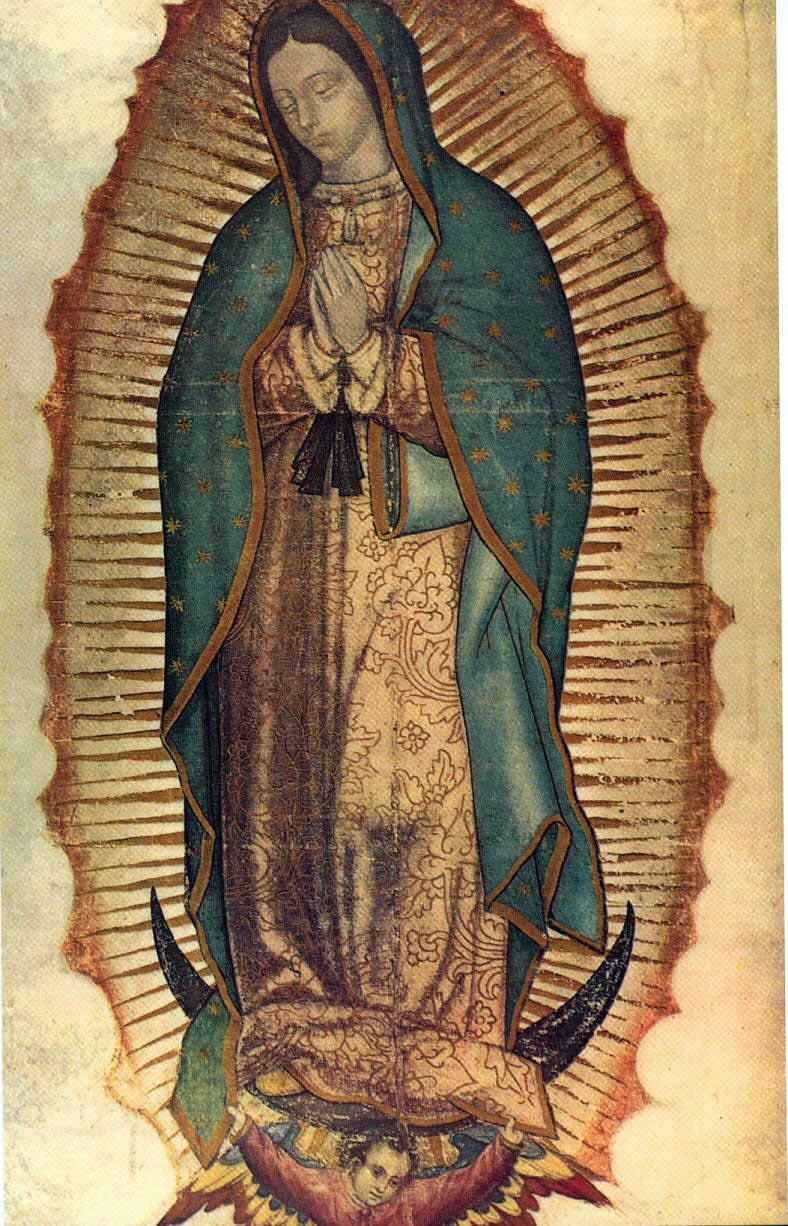
L'immagine della Vergine di Guadalupe riprodotta sulla tilma di Juan Diego

Conosciuta anche come "Nuova Basilica di Santa Maria di Guadalupe", è il principale tempio del santuario. Questa basilica dedicata alla Vergine di Guadalupe, fu disegnata dall'architetto messicano Pedro Ramírez Vázquez e inaugurata il 12 ottobre 1976. Fu edificata per sostituire l'antica basilica che a causa del peso stava sprofondando assieme al terreno. Nel santuario è conservato il mantello (tilmàtli) di Juan Diego, sul quale sarebbe apparsa miracolosamente l'immagine di Maria, ritratta come una giovane indiana: per la sua pelle scura ella è chiamata dai fedeli Virgen morenita.

## Tempio espiatorio a Cristo Re

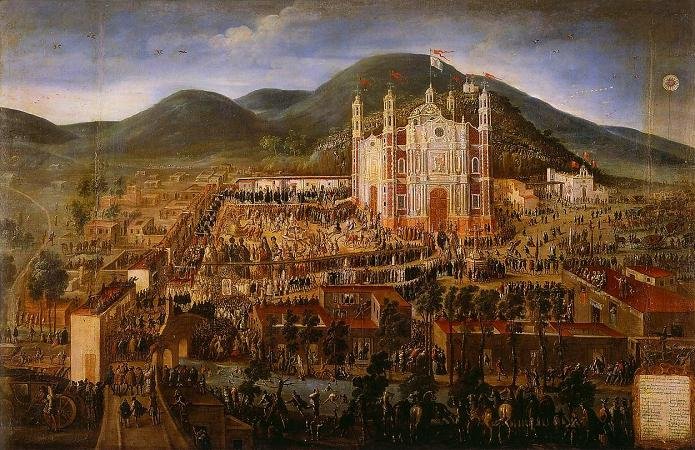
Manuel Arellano, Inaugurazione della Basilica di Nostra Signora di Guadalupe, ca. 1709

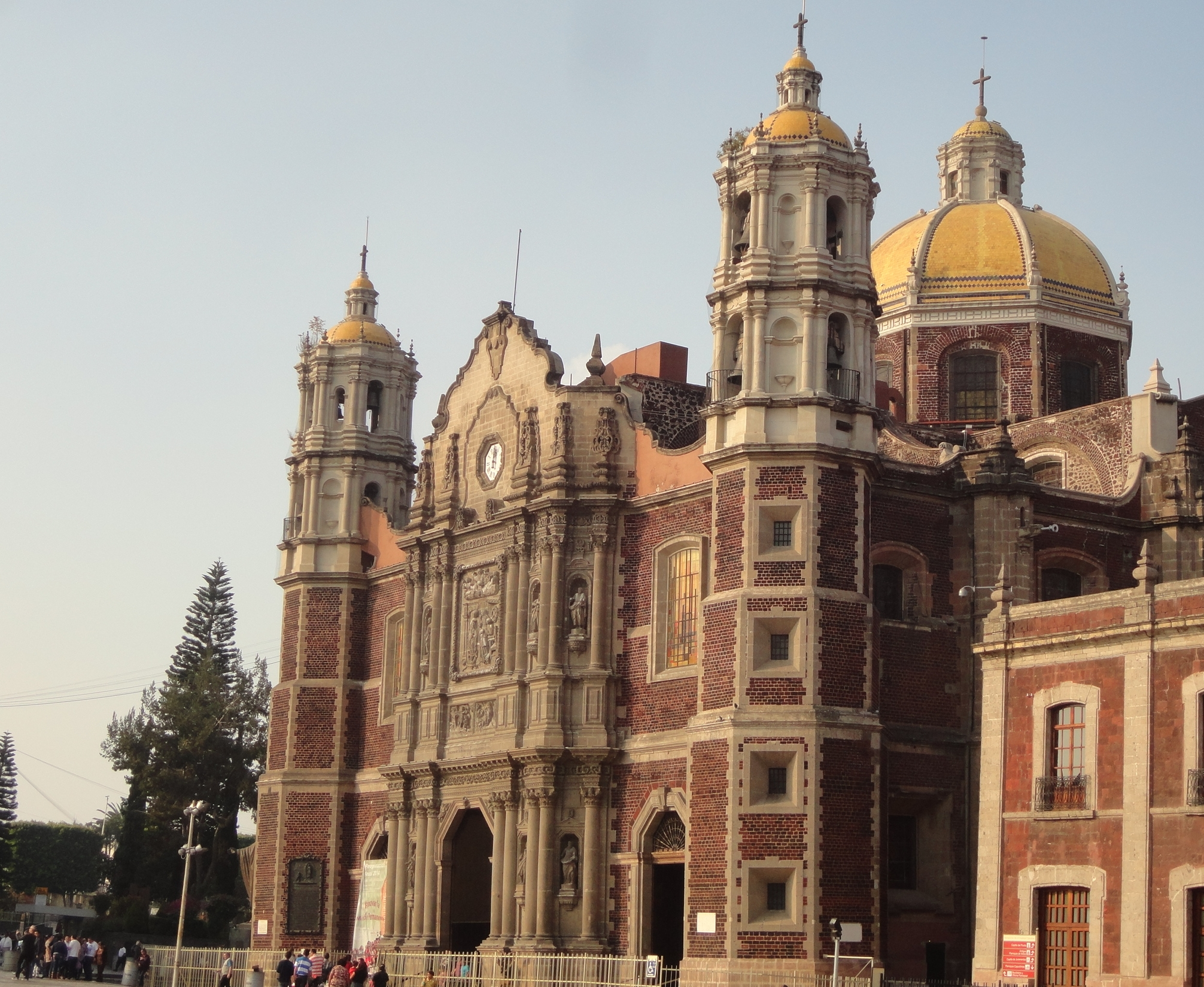
Tempio Espiatorio a Cristo Re (Antica Basilica di Nostra Signora di Guadalupe)

Conosciuta anche come "Antica Basilica" questa chiesa venne edificata nel XVII secolo con l'obiettivo di diventare una basilica per la venerazione della Vergine di Guadalupe, nel 1749 ha ricevuto il titolo di collegiata.
Nel 1904 fu elevata al rango di basilica. A metà del XX secolo l'edificio soffriva di un gran deterioramento che obbligò alla chiusura e alla costruzione di un tempio più grande e moderno.
Nel 1979 l'Instituto Nacional de Antropología e Historia (INAH) e la Conferenza episcopale messicana iniziarono un progetto di restauro per evitare la perdita dell'edificio. Questo progetto, come quello per il recupero della Cattedrale di Città del Messico e quello per il recupero della Torre di Pisa, consiste nell'evitare il collasso dell'edificio. Anche se il progetto non è ancora terminato, la principale tappa è terminata nel 2000 con il costo di vari milioni di dollari.

## Tempio del Pocito

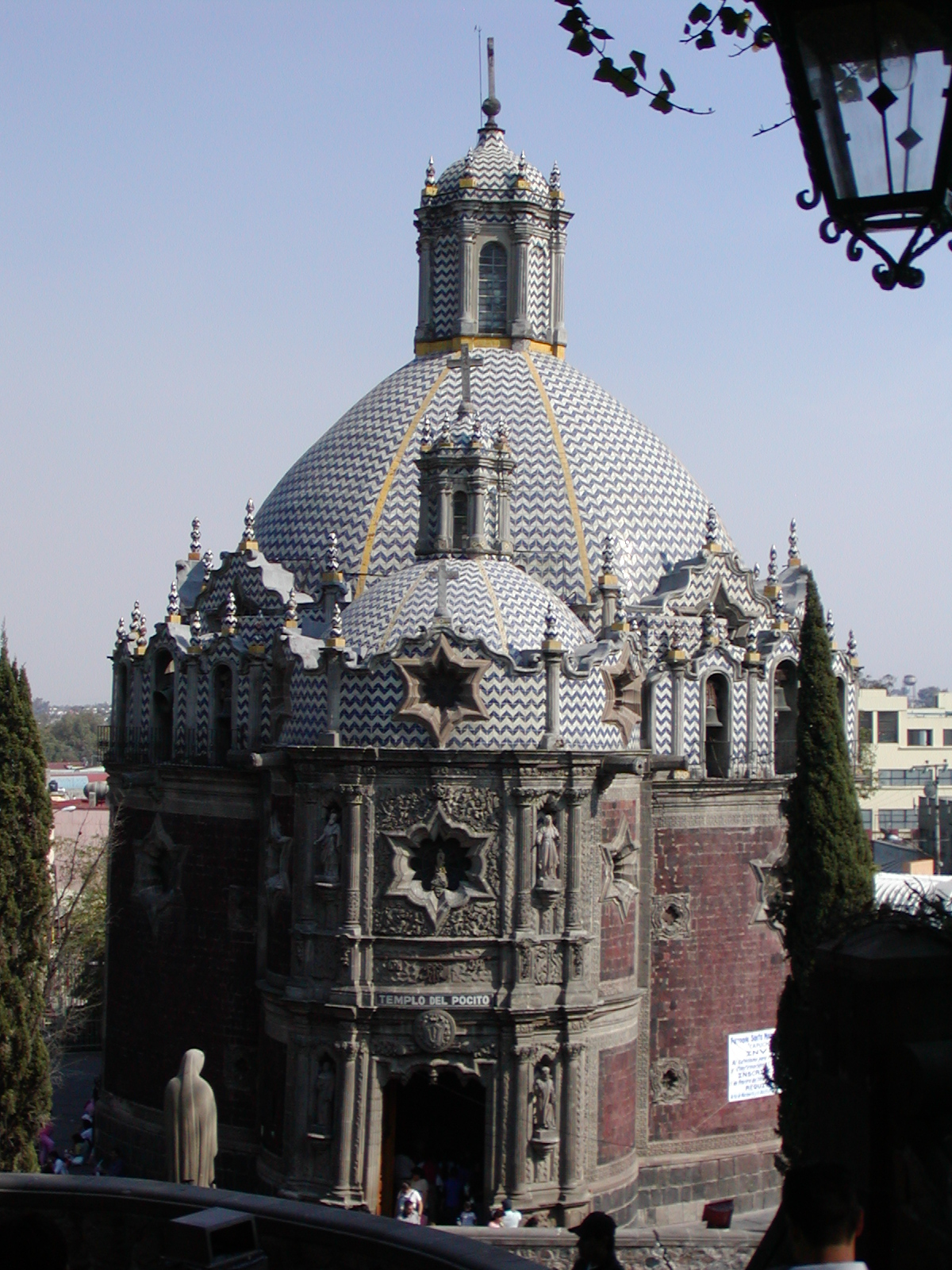
Tempio del Pocito.

Il Tempio del Pocito è una chiesa situata nelle vicinanze del monte Tepeyac.
Pochi anni dopo le apparizioni della Vergine iniziarono ad arrivare pellegrinaggi al monte e molta gente pensò che le acque del vicino pozzo fossero miracolose. Incominciarono così ad arrivare molti malati che si lavavano nell'acqua, ma questo causò molte epidemie.
Per controllare le epidemie, si impedì l'accesso diretto al pozzo e si costruì un semplice tempietto, ma i pellegrinaggi continuavano.
Alcuni anni dopo si prese la decisione di costruire una chiesa in stile barocco in questo sito, che fu terminata nel 1791.
Nel 1815 il rivoluzionario José María Morelos y Pavón ebbe il permesso di andare a pregare la Vergine prima di essere ucciso.
Il pittore Fernando Leal eseguì tra il 1945 e il 1950 un importante ciclo di affreschi dedicati ai Miracoli della Vergine.

## Parrocchia delle cappuccine
L'ex convento e parrocchia di Santa Maria di Guadalupe delle cappuccine è una chiesa situata sul lato orientale dell'Antica Basilica. Essa fu progettata dall'architetto Ignacio Costera e fu realizzata nel 1887.
Cappella del Cerrito
Parrocchia degli Indios

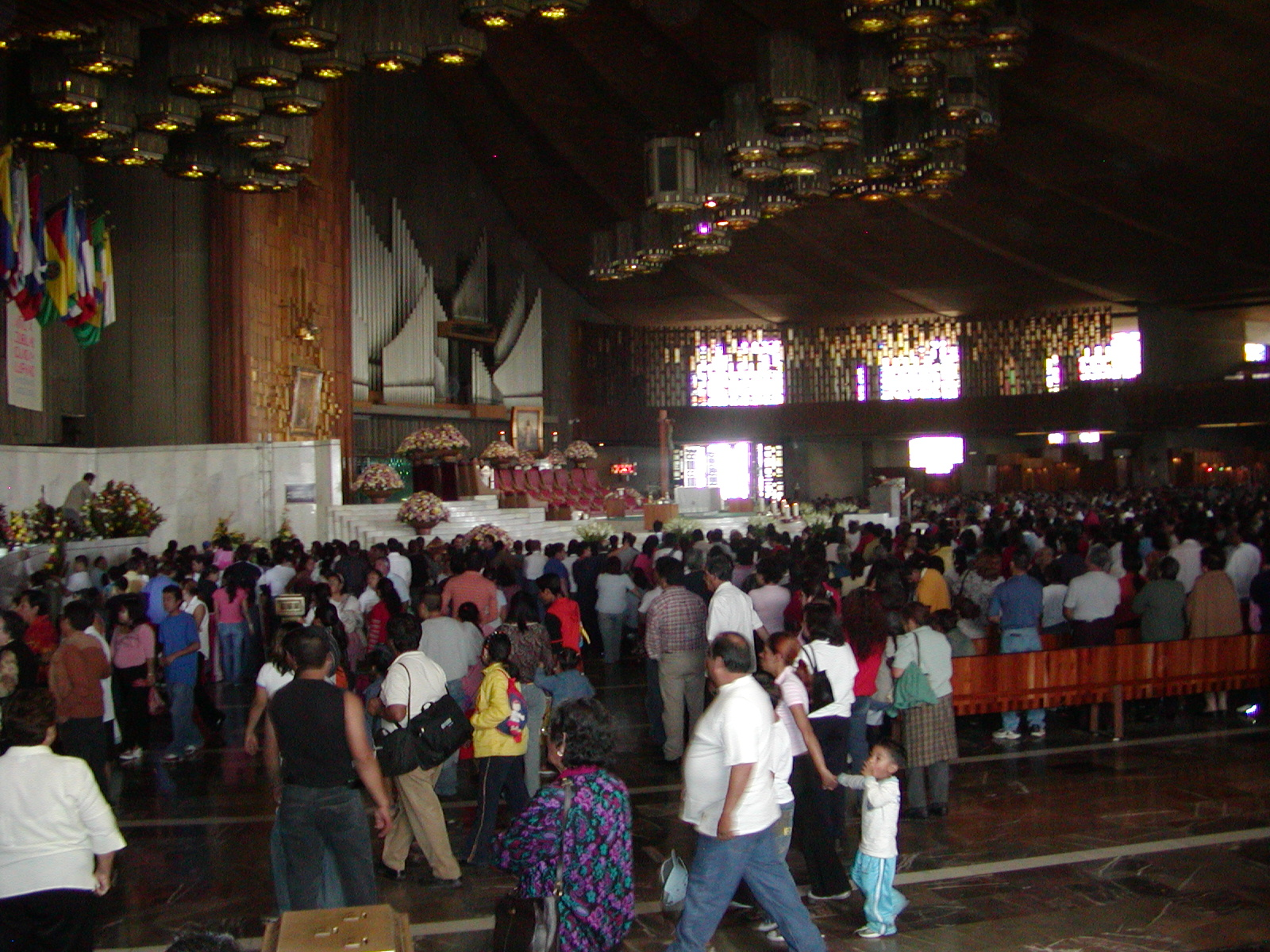
Interno della Nuova Basilica
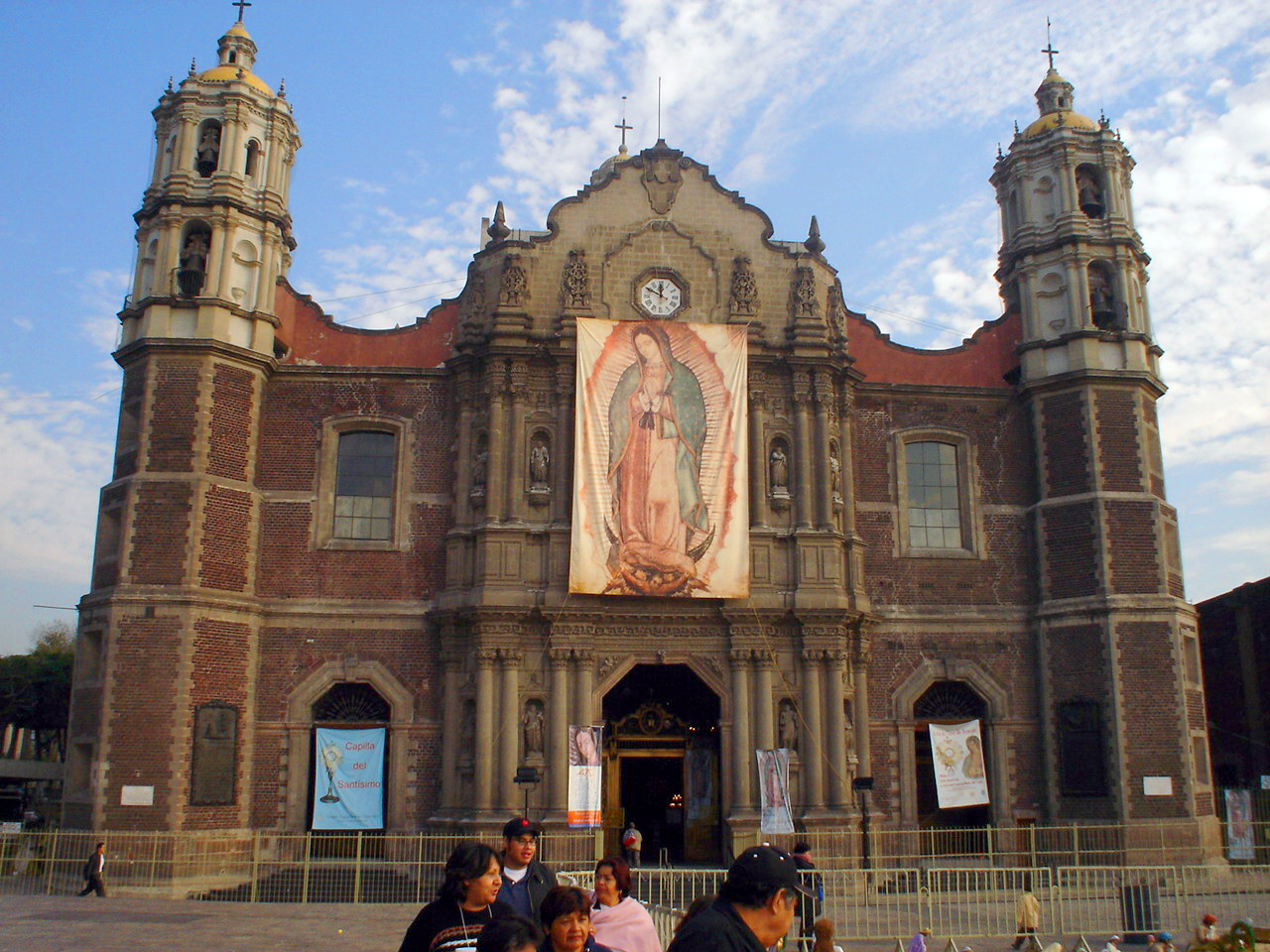
Antica Basilica.
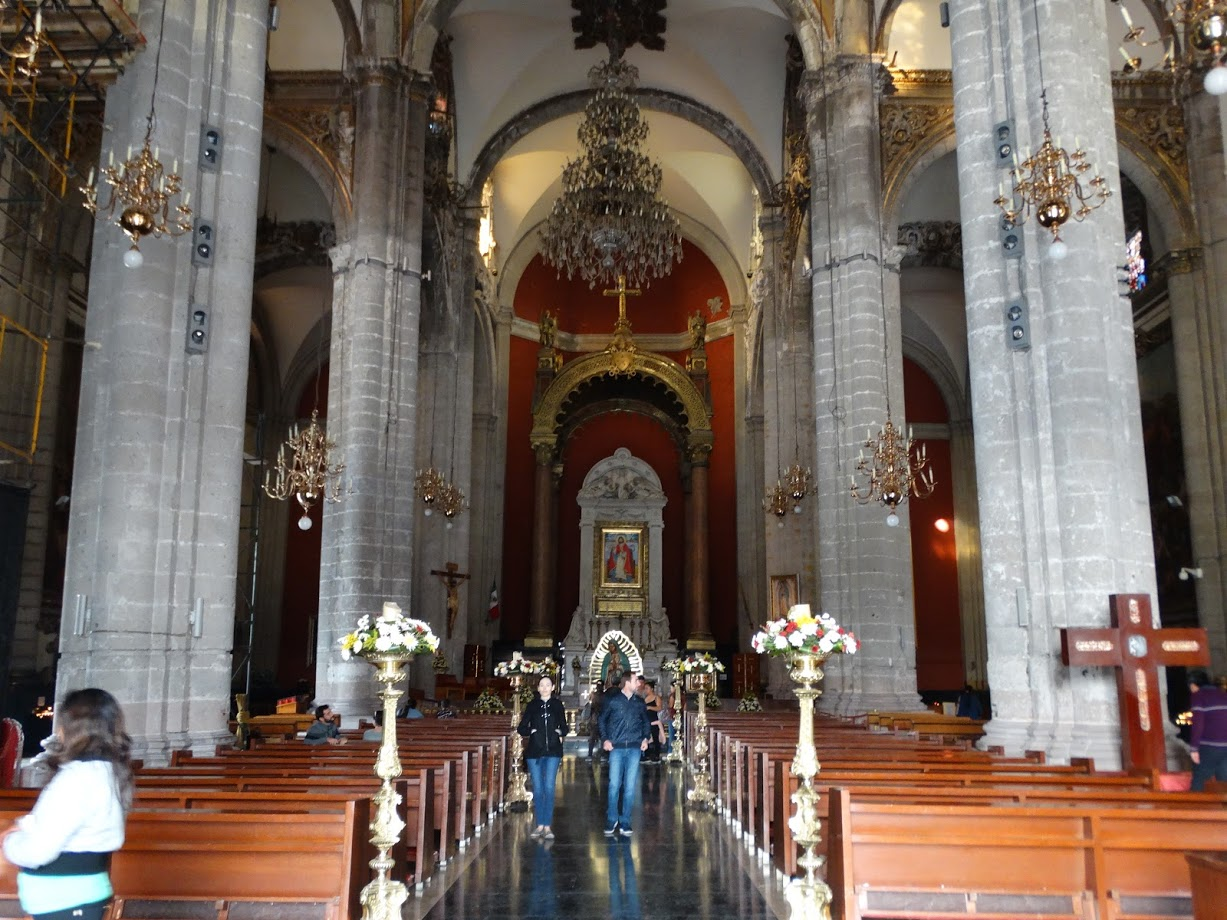
Vista interna della vecchia basilica Guadalupe in Messico
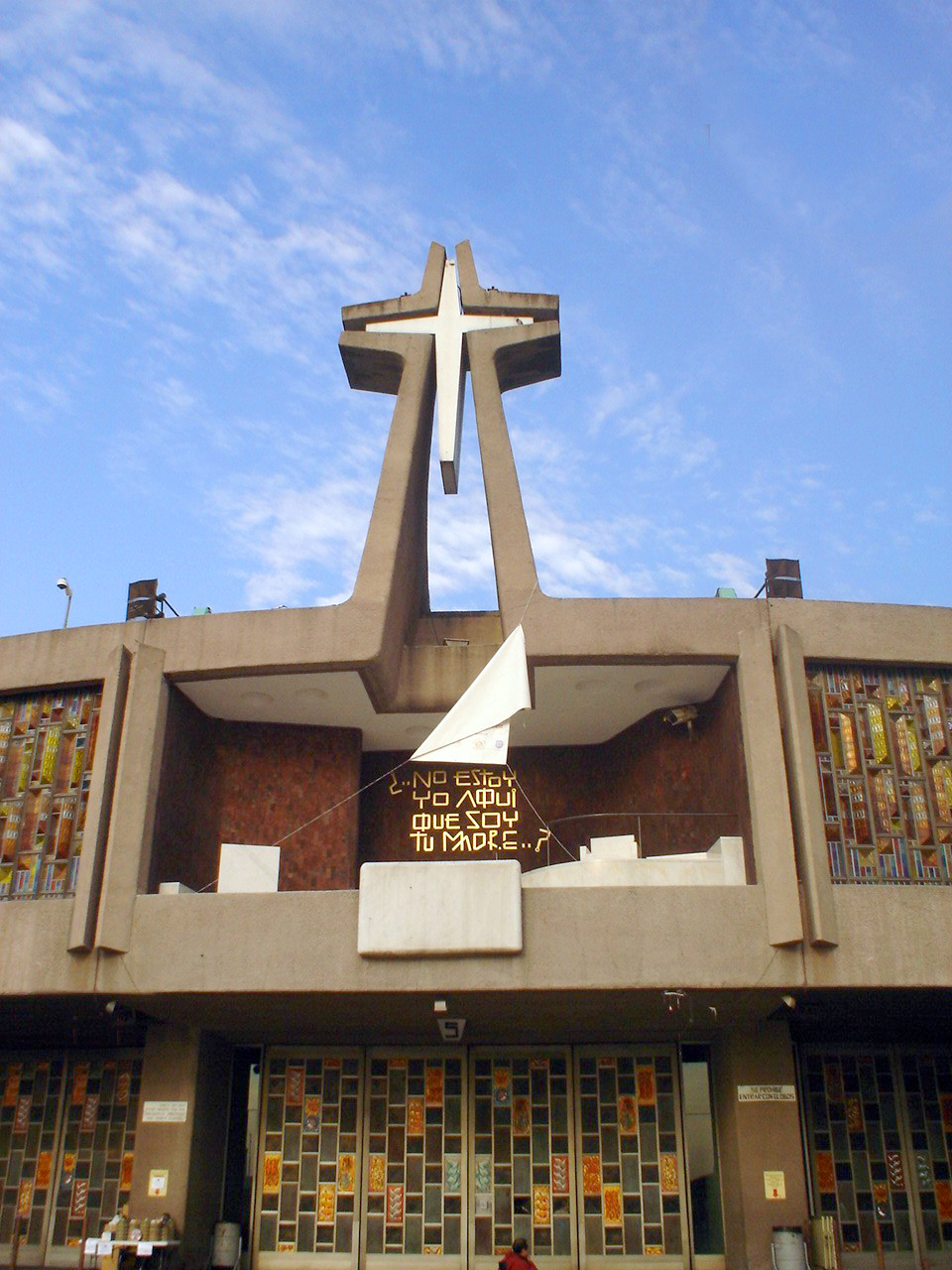
Nuova Basilica de Guadalupe, tempio moderno, fronte con la croce.
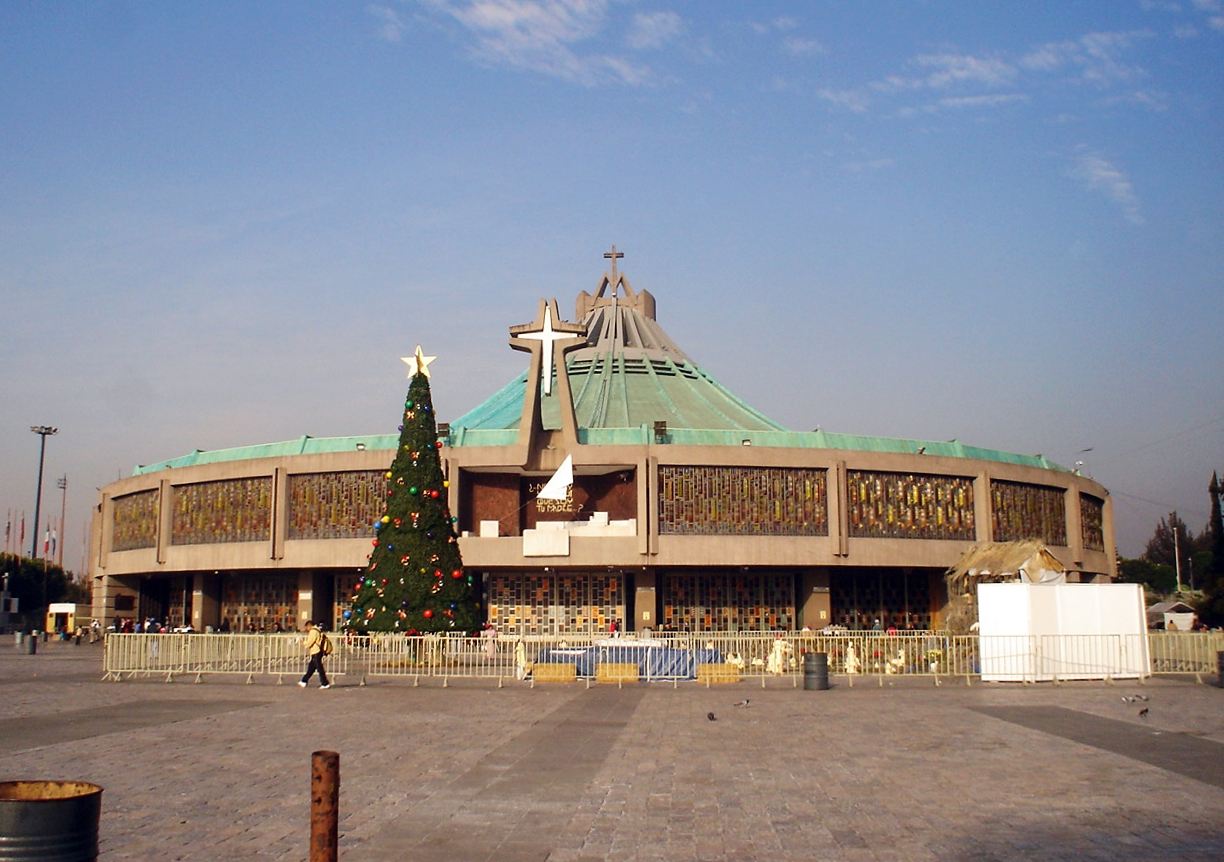
Basilica de Guadalupe, vista dalla spianata.
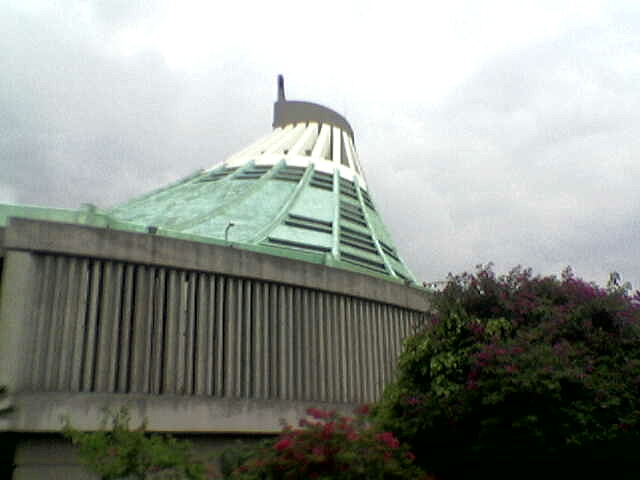
Basilica de Guadalupe, vista settentrionale.
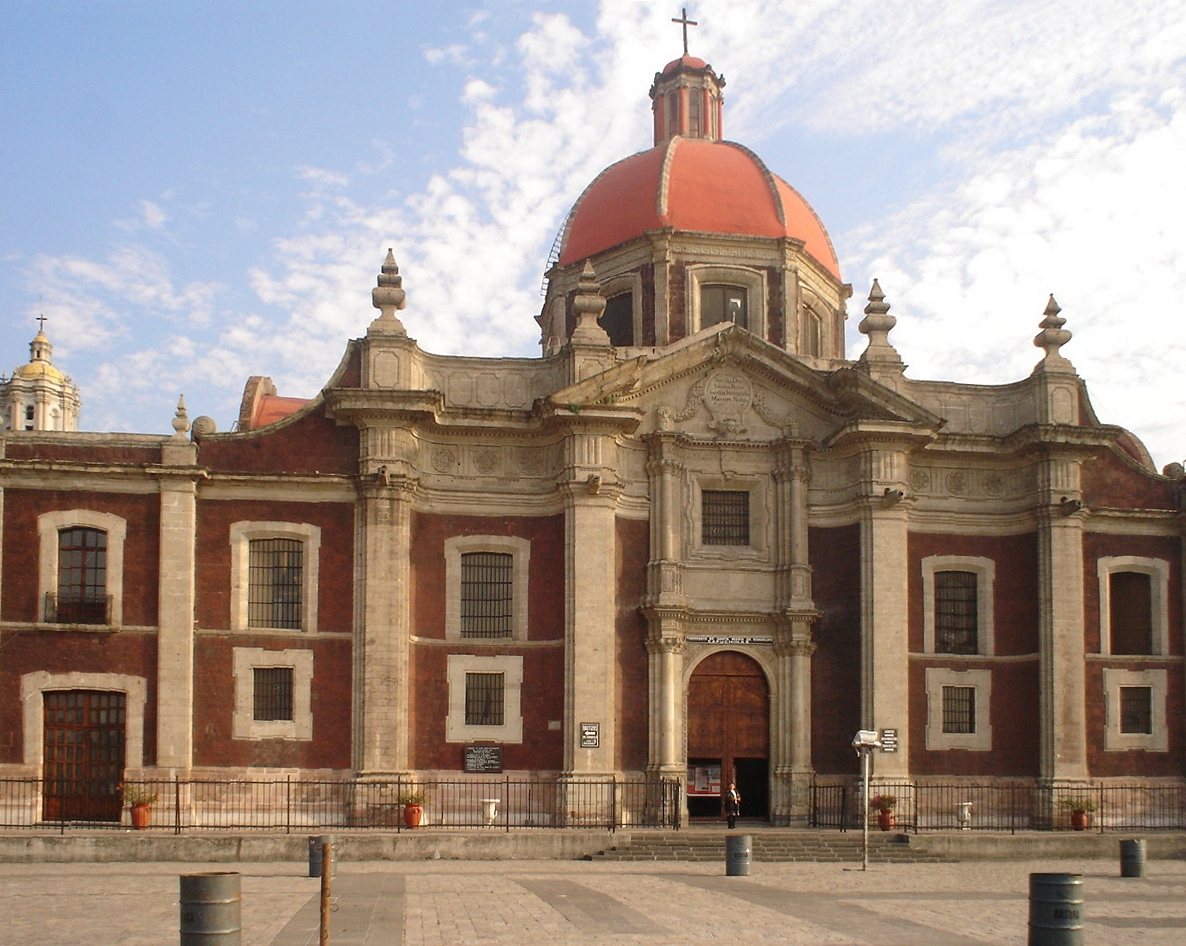
Tempio Espiatorio a Cristo Re, visto dalla Basilica.